# Черняківська волость
Черняківська волость — історична адміністративно-територіальна одиниця Пружанського повіту Гродненської губернії Російської імперії (волость). Волосний центр — фільварок Чернякове.
Станом на 1885 рік складалася з 9 поселень, 7 сільських громад. Населення — 1885 осіб, 137 дворових господарств, 8038 десятин землі (2033 — орної).

## У складі Польщі
Після анексії Полісся Польщею волость отримала назву ґміна Чернякув Пружанського повіту Поліського воєводства Польської республіки (гміна). Адміністративним центром був фільварок Чернякове.
Станом на 1926 рік ґміну складали:
- 11 сіл:
  - Батарея (М)
  - Бірки (Р)
  - Великі Лясковичі (М)
  - Кошелеве (Р)
  - Лази (М)
  - Малі Лясковичі (М)
  - Михалки (Р)
  - Малі Ляшковичі (М)
  - Пішки (М)
  - Ставки (М)
  - Яструб (М)
- 6 фільварків:
  - Теофілівка (Р)
  - І Чернякове (М)
  - ІІ Чернякове (М)
  - Ярівка (М)
  - І  Яструб (М)
  - ІІ Яструб (М)
- 2 колонії:
  - Стави (М)
  - Іванівка (М)
- 4 селища:
  - Борейшове (М)
  - Красний Бір (М)
  - Лазки (М)
  - Ляшковичі (М)
- 1 хутір:
  - Буда (М)

Ґміна Чернякув ліквідована розпорядженням Міністра Внутрішніх Справ 5 січня 1926 р. приєднанням меншої частини (Р) до гміни Ревятиче і більшої (М) — до гміни Мацеєвіче, яку зразу перейменовано на ґміну Мєндзилєсє